# Olíyirtos Óros
Olíyirtos Óros är ett berg i Grekland.   Det ligger i regionen Peloponnesos, i den södra delen av landet, 110 km väster om huvudstaden Aten. Toppen på Olíyirtos Óros är 1 562 meter över havet, eller 213 meter över den omgivande terrängen. Bredden vid basen är 1,6 km.
Terrängen runt Olíyirtos Óros är bergig åt sydväst, men åt nordost är den kuperad. Runt Olíyirtos Óros är det mycket glesbefolkat, med 4 invånare per kvadratkilometer. Närmaste större samhälle är Lávka, 4,7 km nordväst om Olíyirtos Óros. 